# Śnieżnik R-502
Śnieżnik R-502 – stacjonarny radioodbiornik monofoniczny produkowany w latach 80. XX w. przez zakłady Unitra Diora. Bezpośredni następca Śnieżnika (bez żadnych oznaczeń) produkowanego dekadę wcześniej. Był produkowany także model R-504.
Radio to w swoim czasie uchodziło za bardzo nowoczesne z racji posiadania wskaźnika sygnału w postaci diod LED oraz programatora (umożliwiał zaprogramowanie 4 stacji UKF). Posiadało ponadto ARCz, przycisk „kontur”, podwójną regulację barwy tonu („basy”, „soprany”) oraz precyzer dostrojenia dla fal krótkich.
Zakres częstotliwości:
- fale długie: 170–280 kHz,
- fale średnie: 560–1500 kHz,
- fale krótkie: 5,5–21 MHz,
- fale UKF: 66–74 MHz.

Gniazda przyłączeniowe:
- antena zewnętrzna UKF,
- antena zewnętrzna AM,
- gniazdo uziemienia,
- gniazdo gramofonu (z przetwornikiem piezoelektrycznym),
- gniazdo magnetofonu,
- gniazdo dodatkowego głośnika (4 Ω).

Wymiary: 563×196×135 mm